# Nilus
Nilus, Nil – imię męskie pochodzenia greckiego, od gr. neilos – "rzeka". Istnieli liczni święci o tym imieniu.
Nilus imieniny obchodzi 20 lutego, 19 września, 26 września i 12 listopada.
Forma żeńska: Nila

## Znane osoby noszące imię Nil
- Nil Synaita – święty katolicki i prawosławny, zwany też Nilem Starszym lub Nilem z Ancyry
- Nil z Rossano – święty katolicki i prawosławny, zwany też Nilem Młodszym
- Nił Sorski – święty katolicki i prawosławny
- Nił Fiłatow – lekarz, jeden z pionierów rosyjskiej pediatrii
- Nił Hilewicz – białoruski poeta, polityk Białoruskiego Frontu Ludowego
- Nil Isakowicz – biskup Rosyjskiego Kościoła Prawosławnego
- Nił Łuszczak – biskup ukraiński, franciszkanin
- Nils Ušakovs – łotewski polityk rosyjskiego pochodzenia, 2009-2019 burmistrz Rygi